# Маракуйя (фрукт)

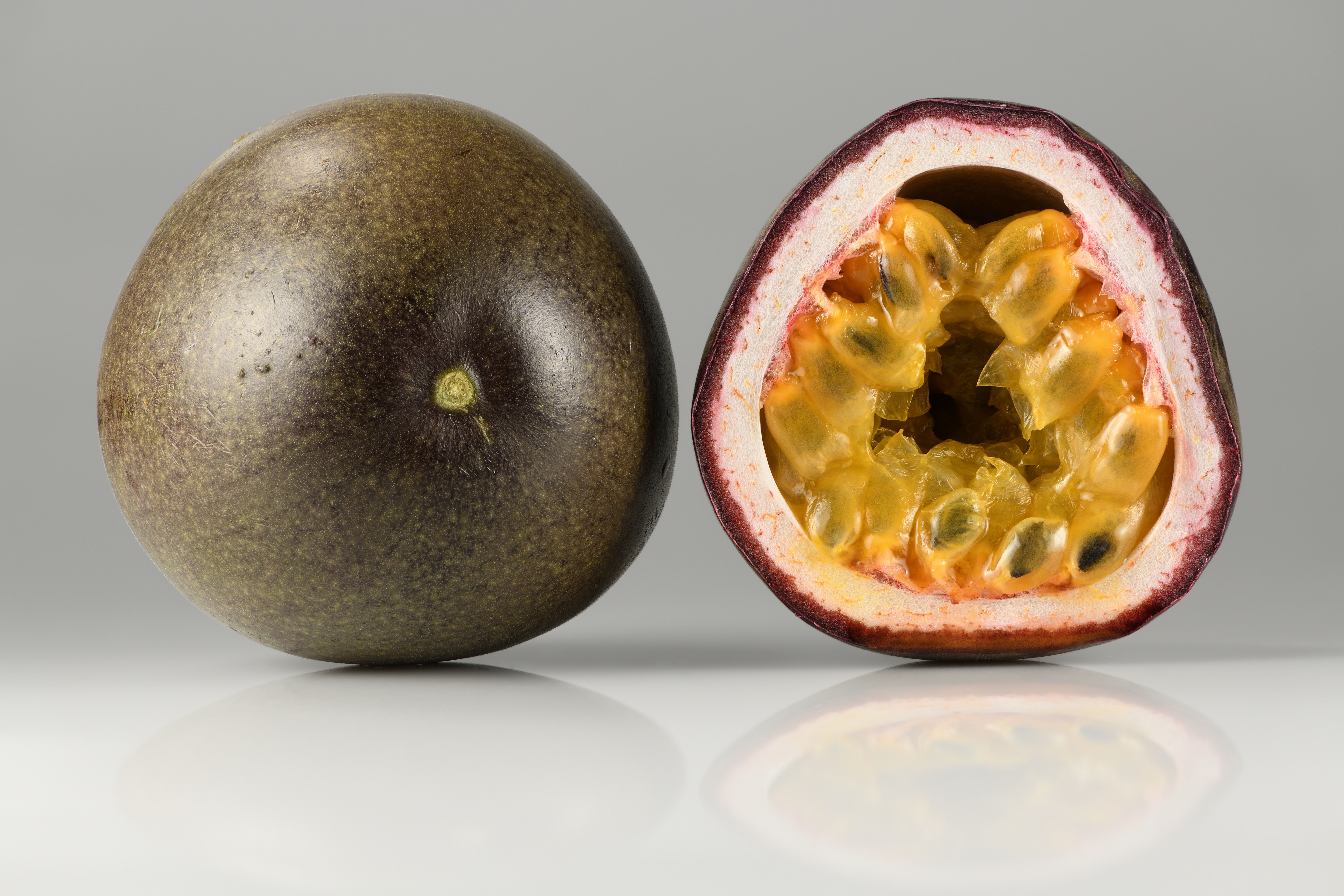
Плоды пассифлоры

Маракуйя (порт. maracujá от тупи mara kuya) — фрукт, плод ряда тропических лиан из рода Страстоцвет — обычно вида Страстоцвет съедобный, иногда — вида Страстоцвет четырёхгранный (маракуйя гигантская), которые выращиваются в промышленных масштабах.
Родиной фрукта традиционно считается Бразилия. Сегодня он выращивается также в Юго-Восточной Азии (особенно Таиланде), Южной Африке, Австралии, на Гавайских островах, Краснодарском крае, в Крыму.
Форма плода круглая или овальная. Существуют разновидности жёлтого, красного, пурпурного и зелёного цветов. Плод имеет очень сочную мякоть с большим количеством семян.
Съедобные разновидности могут быть поделены на три основных типа: пурпурные (плоды вида Passiflora edulis Sims, известного как пассифлора съедобная, страстоцвет съедобный, или пурпурная гранадилла), жёлтые (Passiflora edulis f. flavicarpa Deg.) и плоды гигантской гранадиллы (или пассифлоры четырёхгранной, лат. Passiflora quadrangularis L.; её плоды также называют маракуйей гигантской).
Для человека маракуйя является источником углеводов, каротина, витамина C, железа. В плодах используется мякоть, также выжимается сок. Калорийность цельного плода — 68 ккал на 100 грамм. Содержание сока в плодах — 25—40 %.
Плоды маракуйи употребляют в свежем виде, обычно разрезают пополам и едят мякоть ложечкой. Делают из плодов маракуйи соки, ликёры, джемы, применяют в кондитерских изделиях, добавляют в йогурты и мороженое.

## Питательные вещества
Сырые плоды маракуйи состоят из 73 % воды, 22 % углеводов, 2 % белка и 0,7 % жира. В 100 граммах маракуйи содержится 97 ккал и 36 % суточной ценности витамина С, 42 % пищевых волокон, В-витаминов рибофлавина 11 % и ниацина 10 %, 12 % железа и 10 % фосфора.

## Галерея

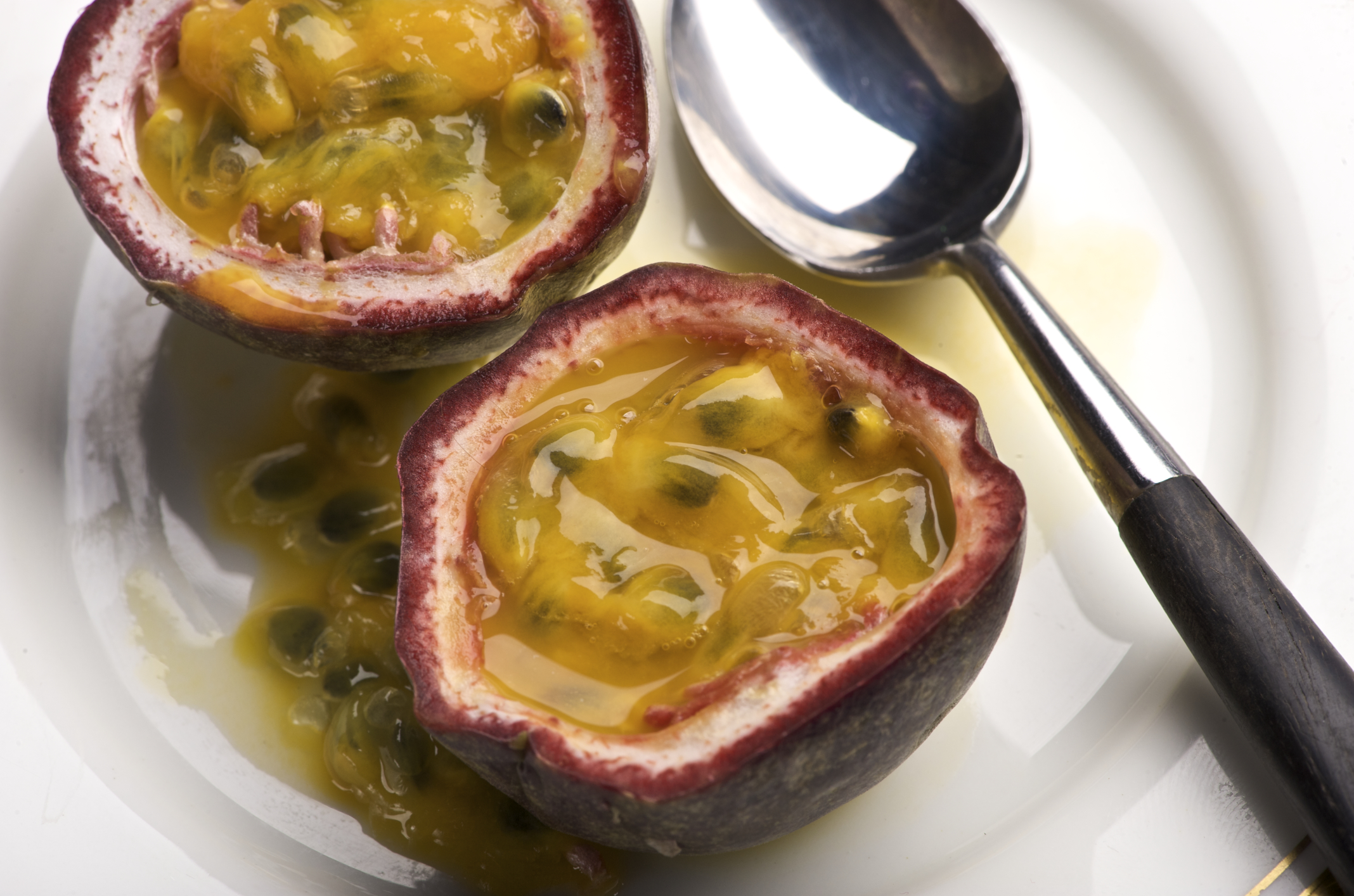
Плоды в свежем виде
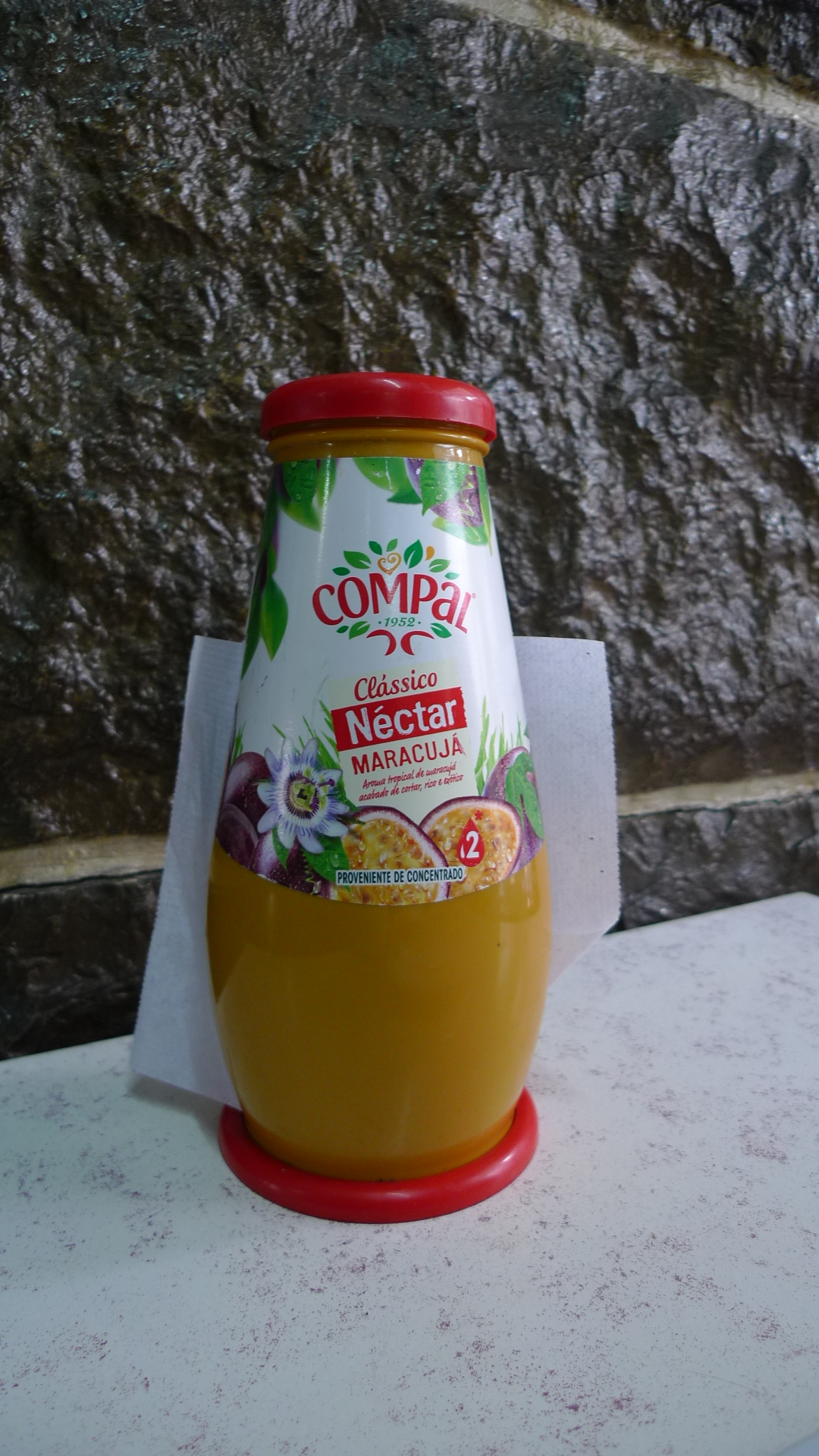
Сок из плодов
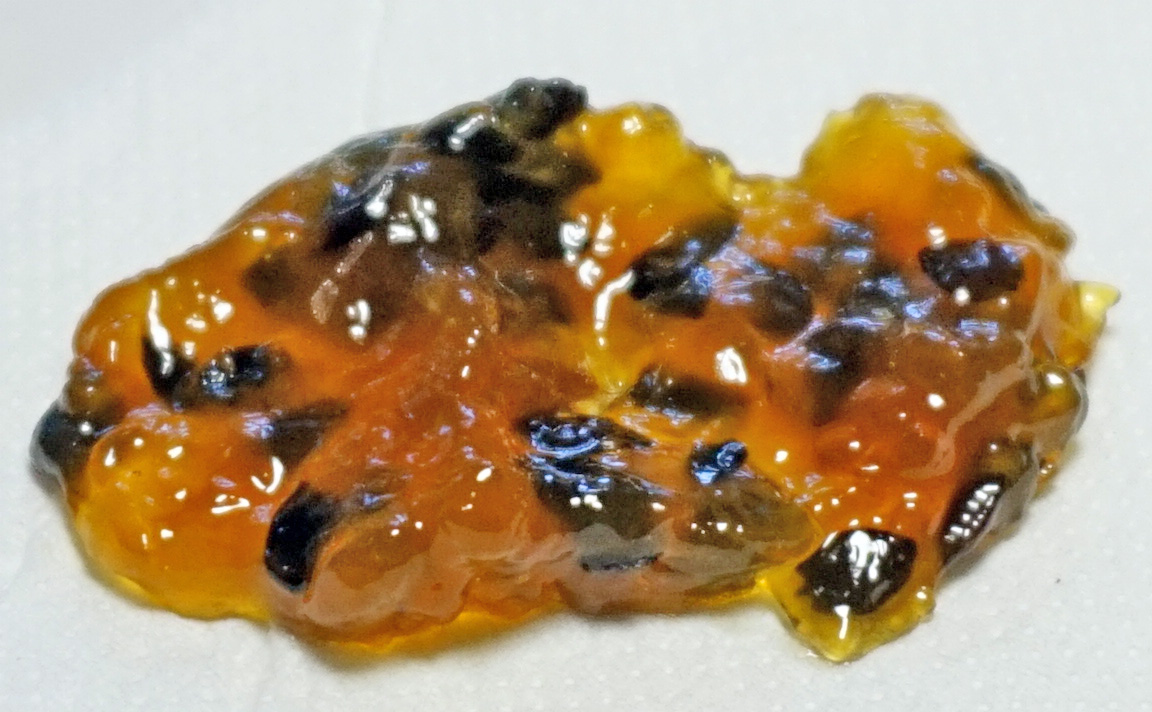
Джем из маракуйи
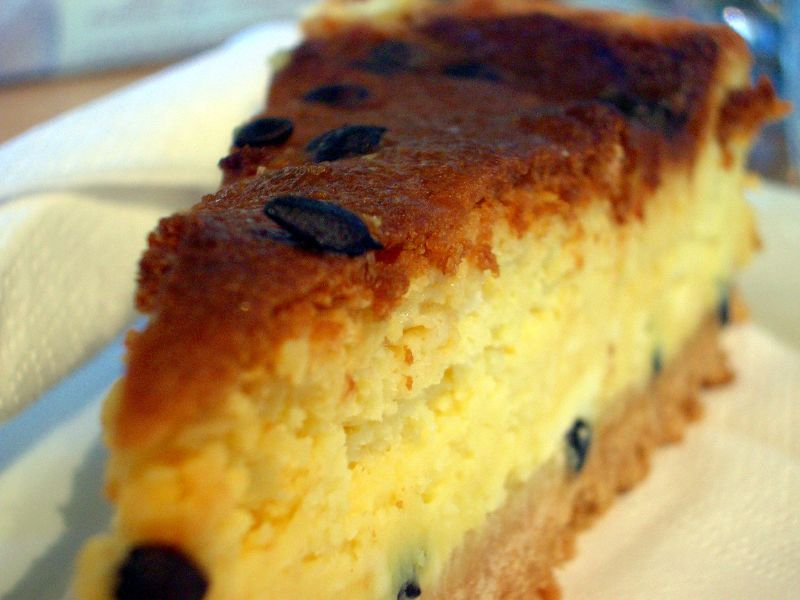
Кекс с маракуйей, видны семена
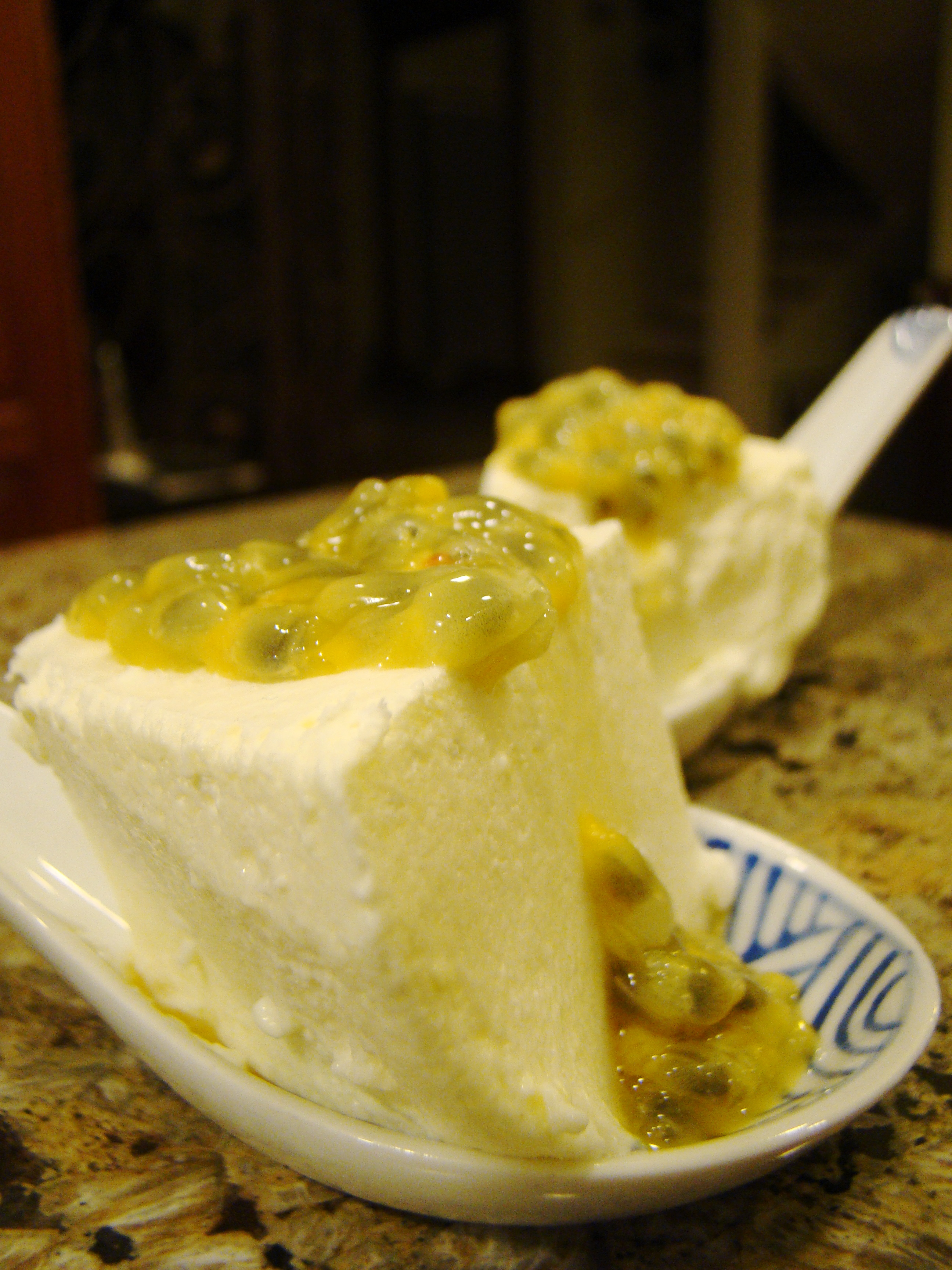
Мусс